# آپاران

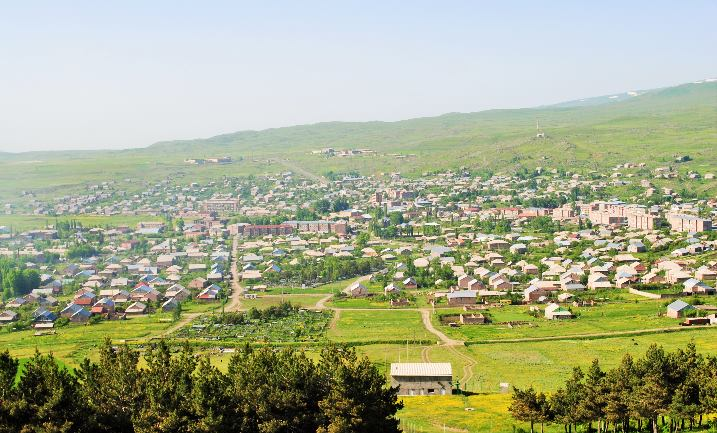

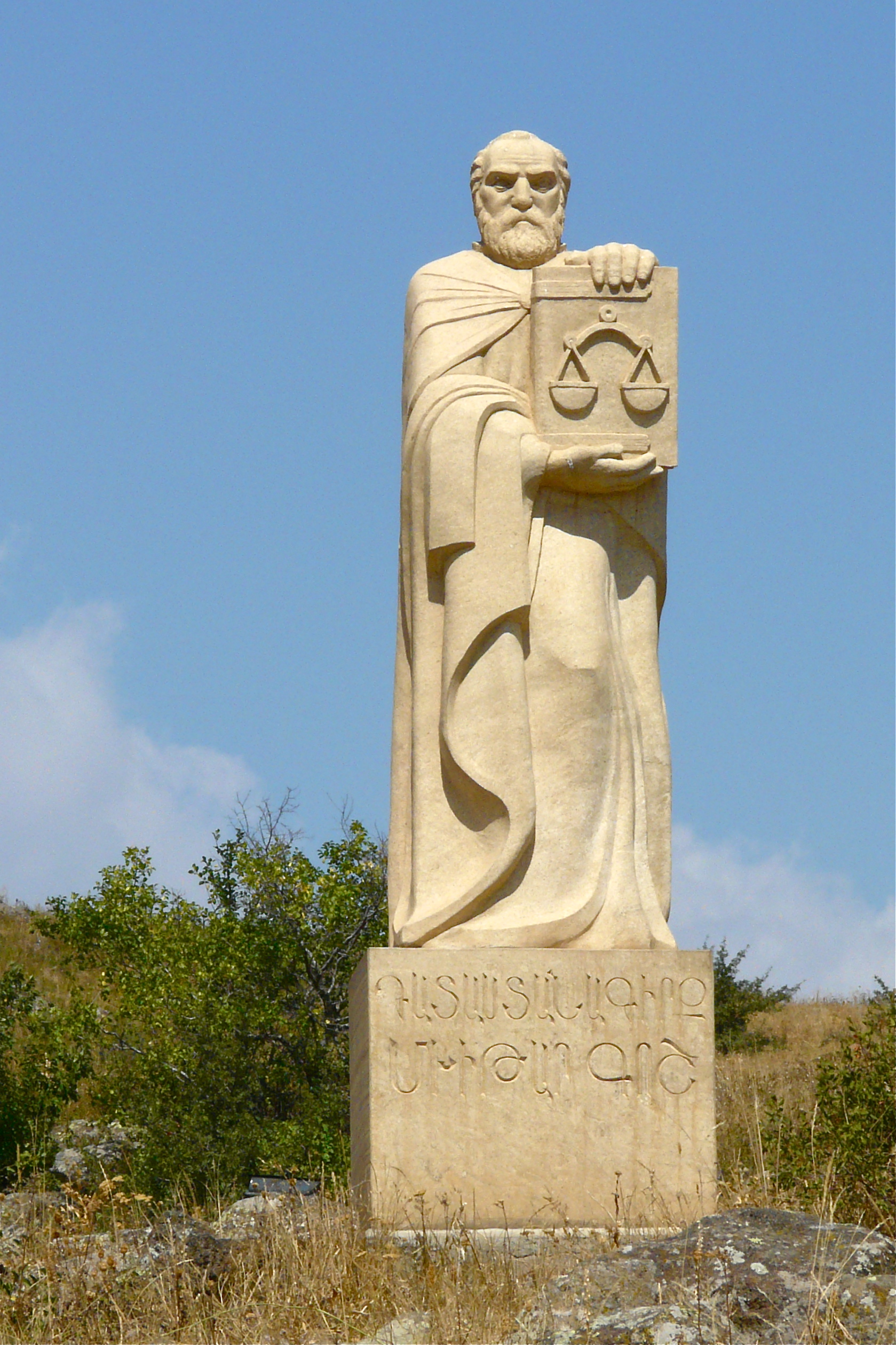

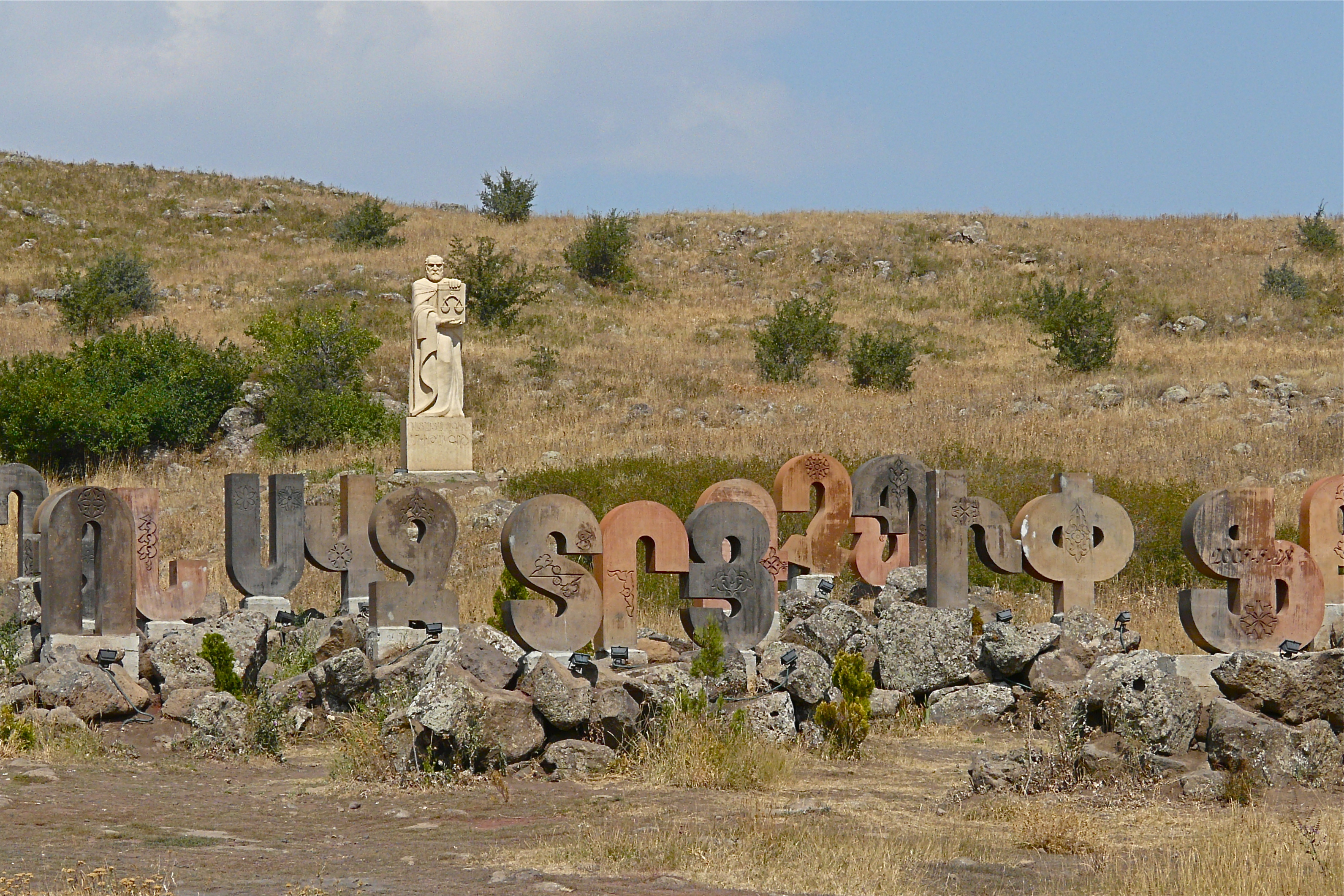

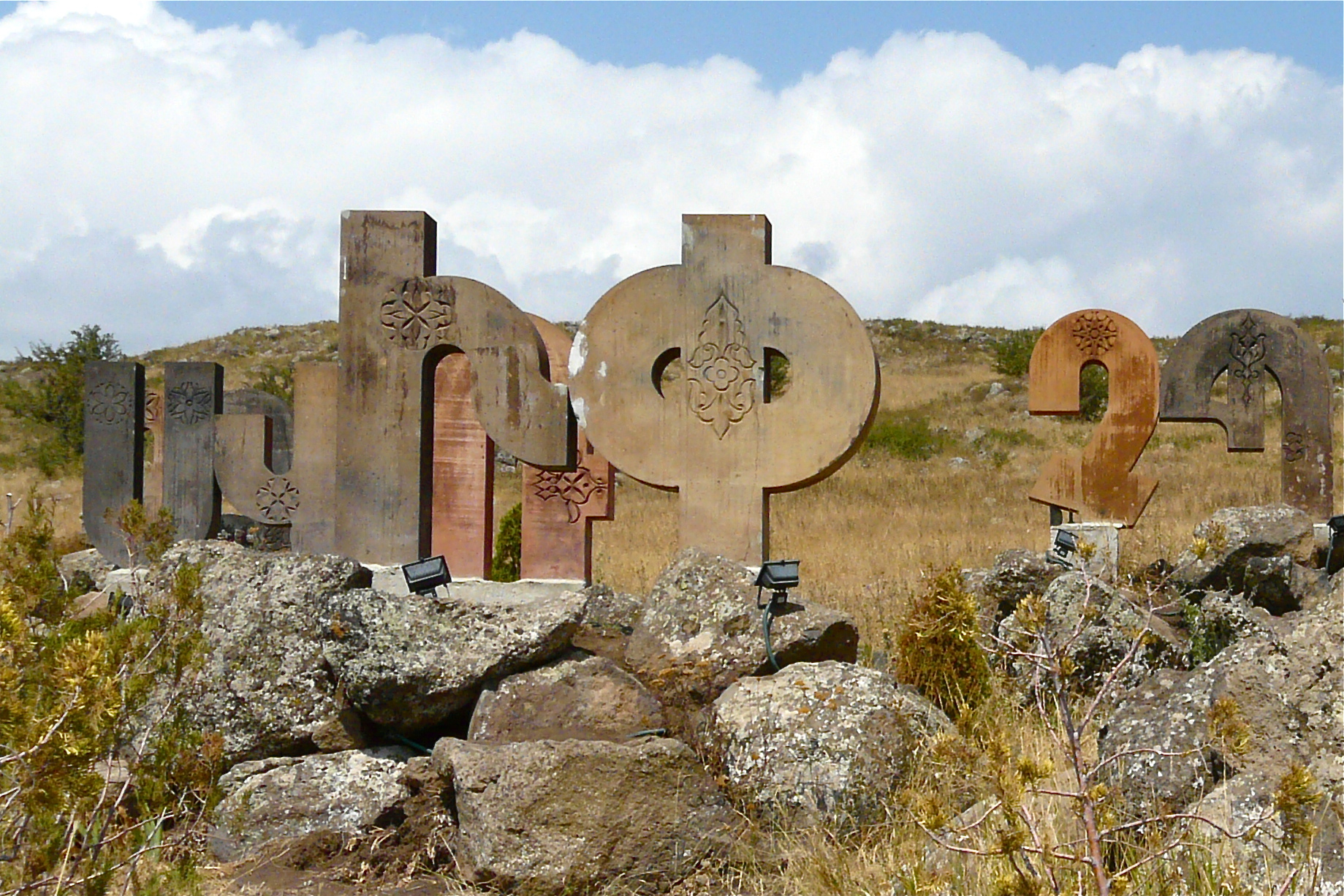

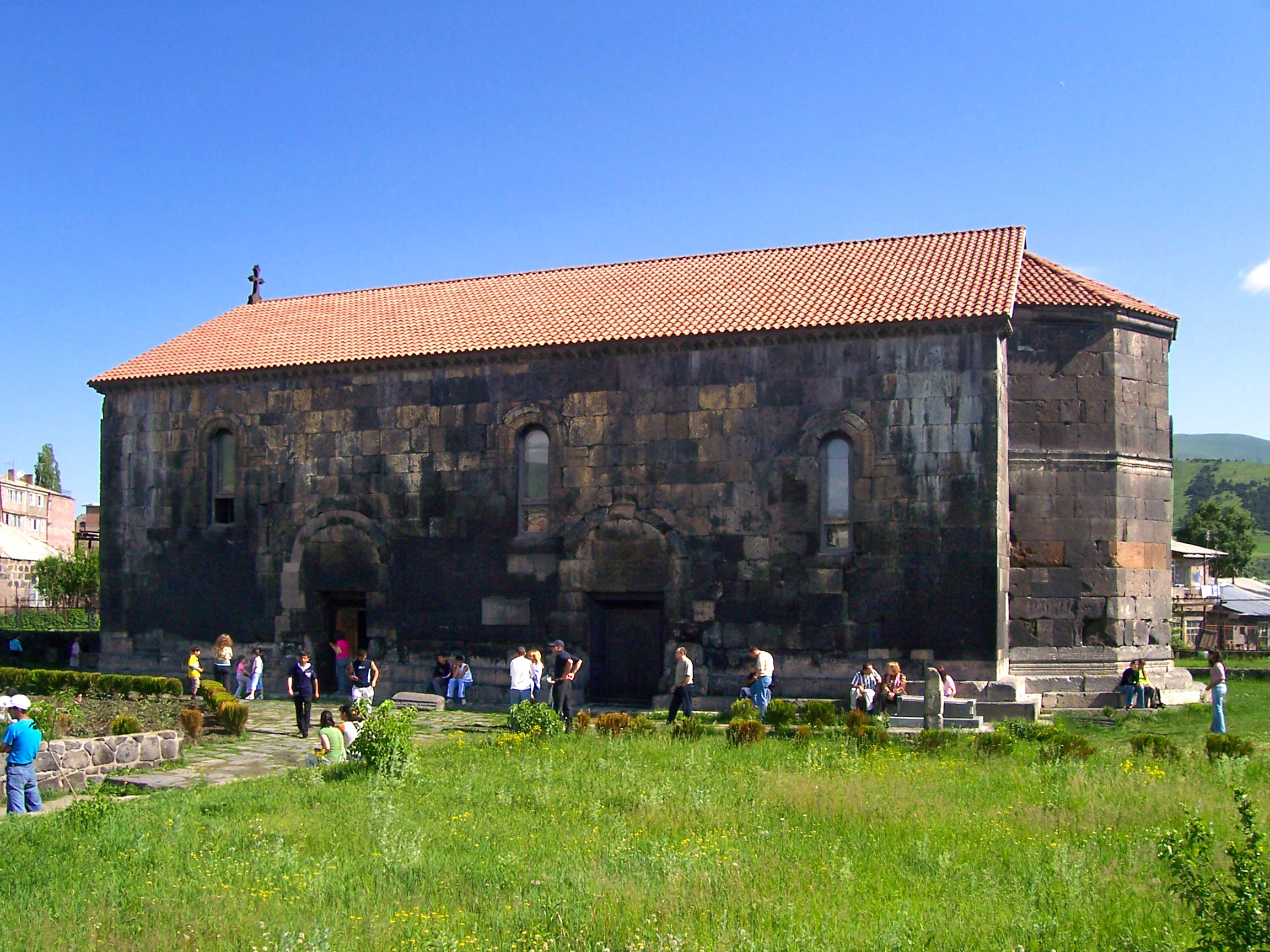

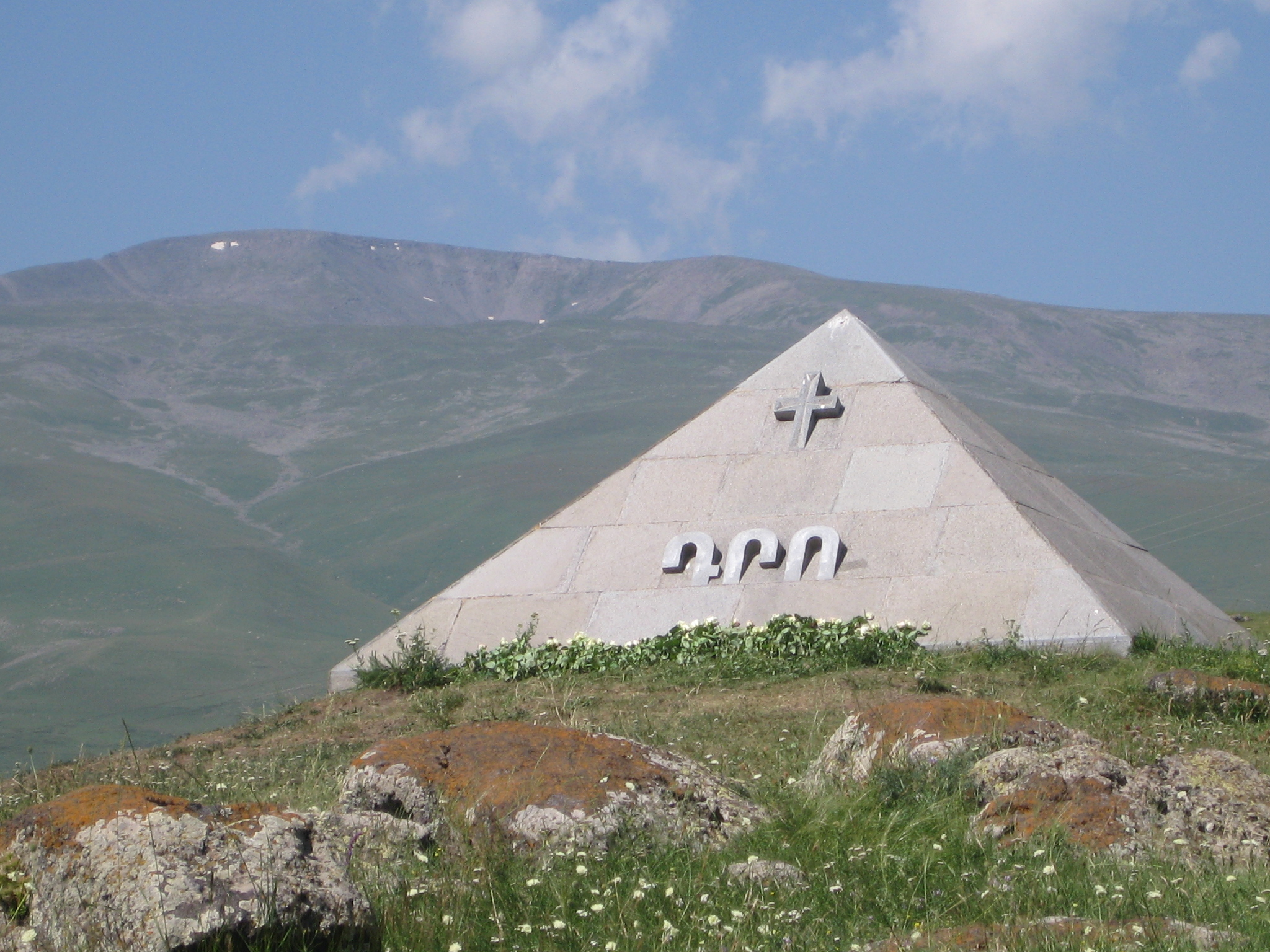

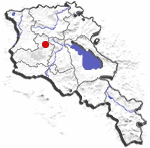
محل آپاران در ارمنستان

آپاران (به ارمنی: Ապարան) یک شهر در ارمنستان است که در استان آراگاتسوتن واقع شده‌است. در کیلومتری شمال آشتاراک، مرکز استان آراگاتسوتن واقع شده‌است.

## ریشه‌شناسی
این شهر تا سال ۱۹۳۵ باش‌آپاران نام داشت.

## تاریخچه
این شهر محل نبرد مهمی به نام نبرد باش‌آپاران بود که در ۲۱ مه ۱۹۱۸ میان ترکان عثمانی و ارمنیان درگرفت.
در آن تاریخ ترکان عثمانی به نخستین جمهوری ارمنستان حمله کردند که نتیجه جنگ به نفع نیروهای ارمنی تمام شد.
یادمان بزرگی برای این نبرد در شمال شهر آپاران ساخته شده‌است.

## جغرافیا و آب و هوا
آپاران ۳٫۵ کیلومترمربع مساحت و ۶٬۴۵۱ نفر جمعیت دارد و ۱٬۸۸۰ متر بالاتر از سطح دریا واقع شده‌است. در کیلومتری شمال آشتاراک، مرکز استان آراگاتسوتن واقع شده‌است.

## جمعیت‌شناسی
جمعیت آپاران از ارمنی‌ها و کردها تشکیل شده‌است.
این گاهشمار جمعیت آپاران از سال ۱۸۳۱ میلادی نمایش می‌دهد:

## فرهنگ

### مجسمه‌ها
آرامگاه ژنرال درو از دیگر نقاط دیدنی این شهر است.

## جاذبه‌های تاریخی

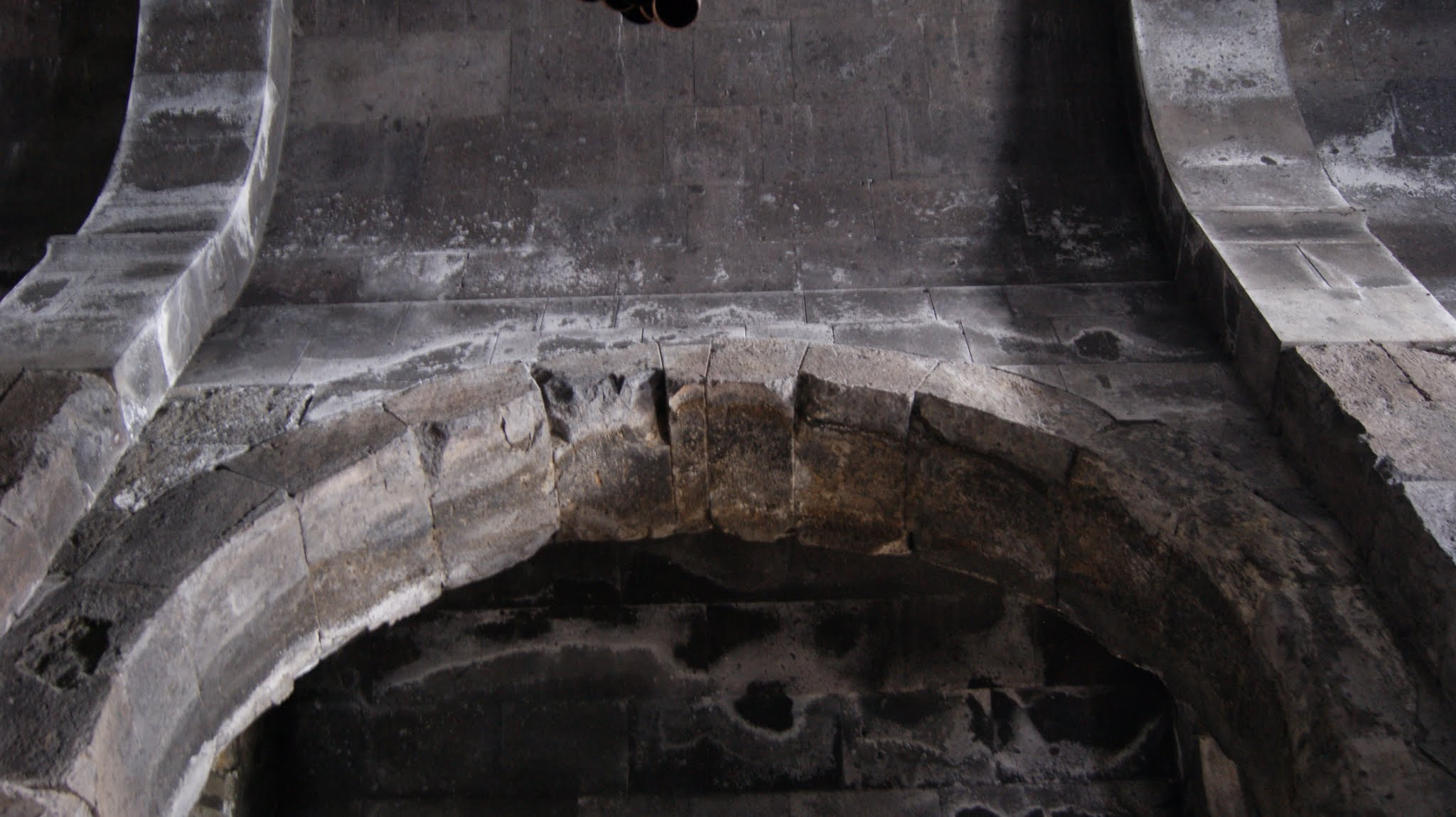
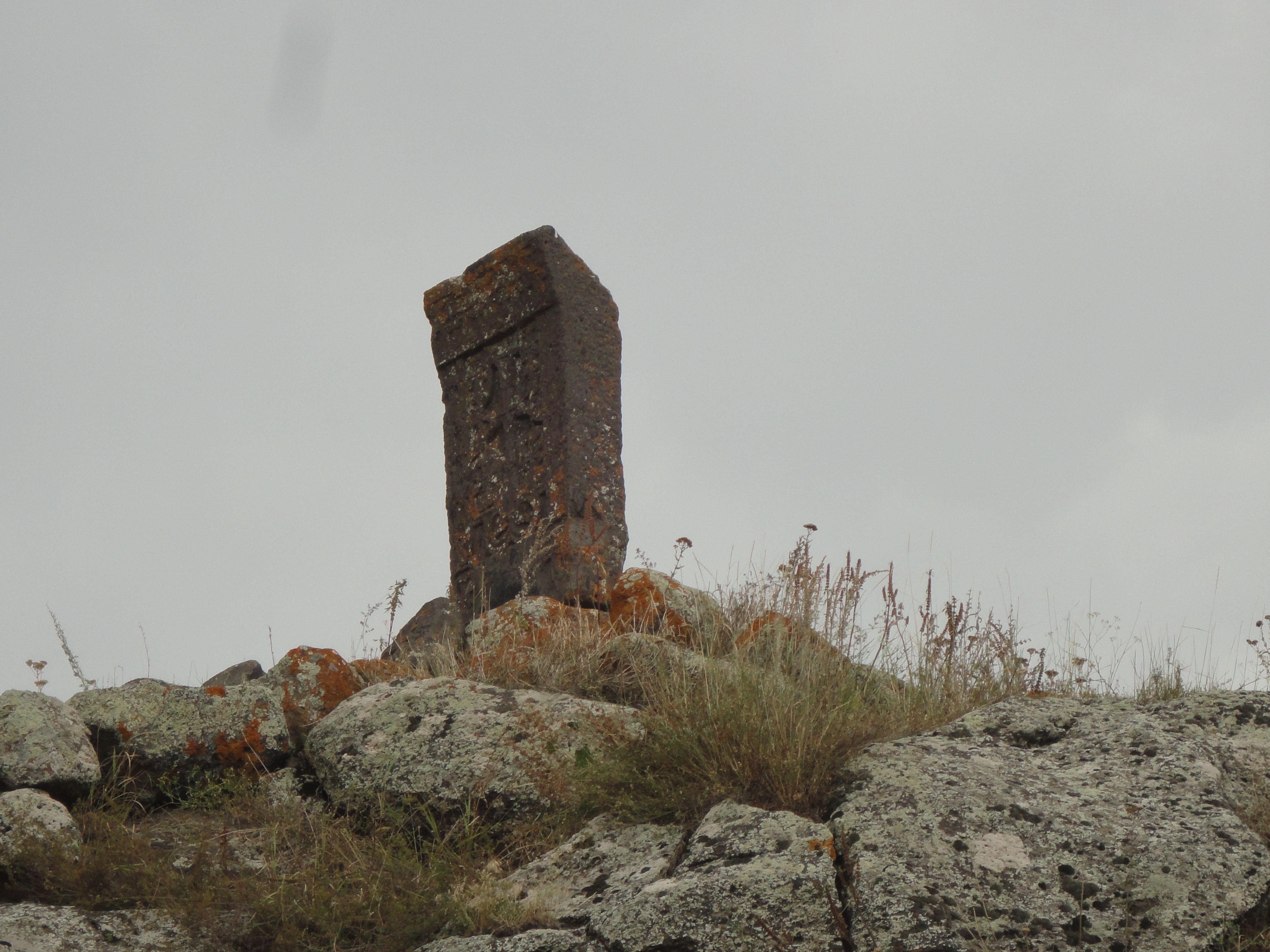
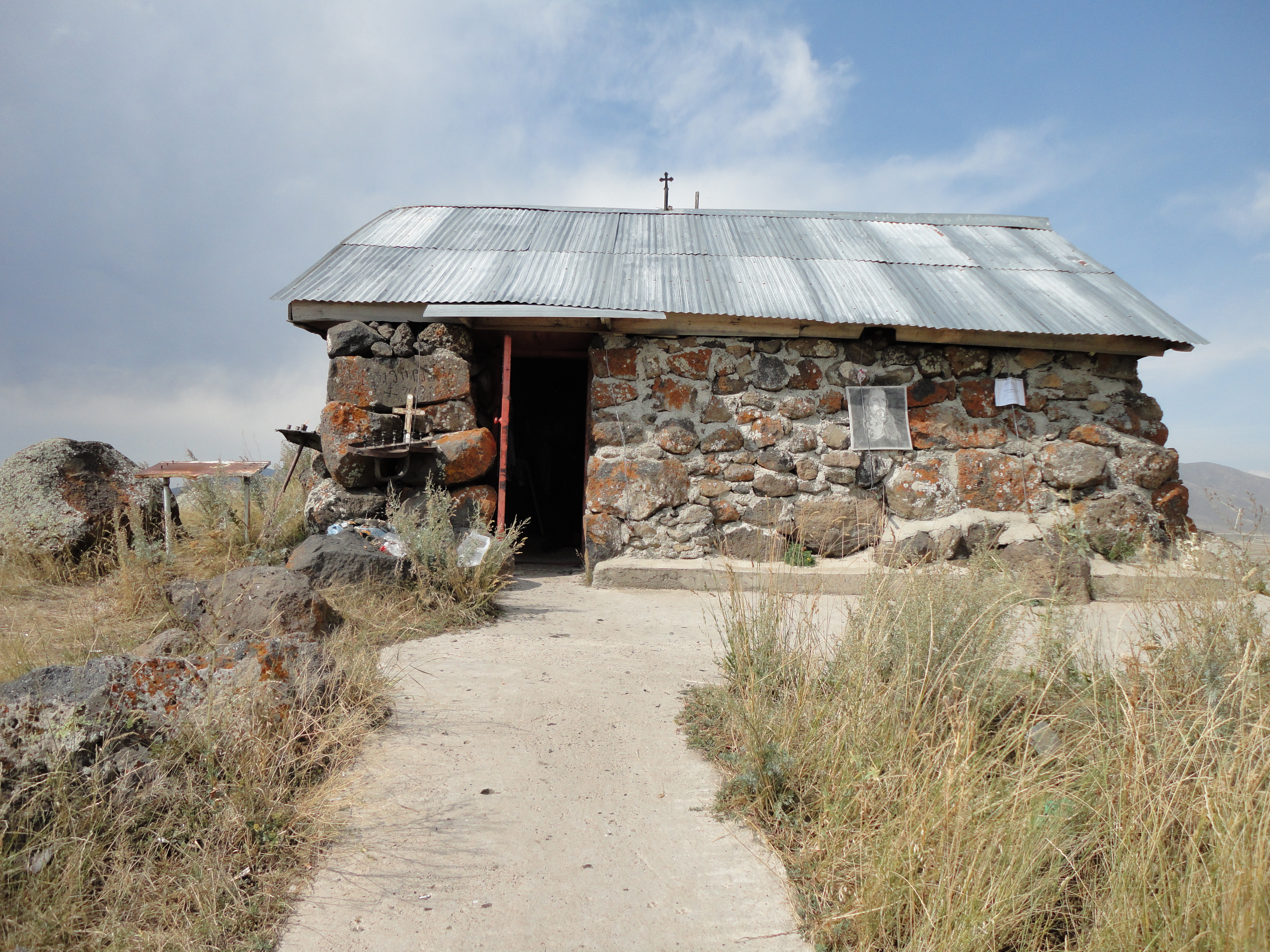